# Liste der Stolpersteine in Tiers (Südtirol)
Die Liste der Stolpersteine in Tiers enthält die Stolpersteine in der Gemeinde Tiers (italienisch Tires) in Südtirol, die an das Schicksal der Menschen dieser Ortschaft erinnern, die von Nationalsozialisten ermordet, deportiert, vertrieben oder in den Suizid getrieben worden sind. Die Stolpersteine wurden von Gunter Demnig hergestellt und auf Initiative des örtlichen Bildungsausschusses sowie der Klasse 4E des Sozialwissenschaftlichen Gymnasiums Brixen verlegt.
Die Verlegung in dieser Gemeinde fand am 28. März 2025 statt.

## Liste der Stolpersteine
Die Tabelle ist teilweise sortierbar; die Grundsortierung erfolgt alphabetisch nach dem Familiennamen.
| Stolperstein | Übersetzung | Verlegeort | Name, Leben                      |
| ------------ | --- | ---------- | -------------------------------- |
|              | IN TIERS WOHNTE CHRISTIAN KNOLSEISEN JG. 1885 EINGEWIESEN 1943 UMSIEDLUNGSLAGER KLEINZELL-SALZERBAD ERMORDET 21.4.1945 HOHENBERG BEI LILIENFELD | Dorfplatz  | Christian Knolseisen (1885–1945) |
|              | IN TIERS WOHNTE ANDREAS RESCH JG. 1869 EINGEWIESEN 1943 UMSIEDLUNGSLAGER KLEINZELL-SALZERBAD ERMORDET 21.4.1945 HOHENBERG BEI LILIENFELD        | Dorfplatz  | Andreas Resch (1869–1945)        |

## Verlegedatum
- 28. März 2025[2]